# トゥー・ブラザーズ
『トゥー・ブラザーズ』（原題: Deux Frères, 英語: Two Brothers）は、2004年製作のジャン＝ジャック・アノーによるイギリス/フランスのアドベンチャー映画。人間によって幼いころに離別させられ、数年後に再会した2頭のトラの兄弟を描いた作品である。

## 概要
カンボジア、タイにロケし、ジャン＝ジャック・アノーによる原作を基に、アノー自身とアラン・ゴダールが脚本を執筆。その他、アカデミー賞を総なめにした『ダンス・ウィズ・ウルブズ』のプロデューサー、ジェイク・エバーツ等の一流スタッフが顔を揃え、人間とトラとの宿命的なドラマを、かつてない壮大なスケールで織り成していく。

## ストーリー
緑が生い茂るカンボジア・アンコール。ジャングル奥地の寺院跡で、かわいい2匹のトラ、クマルとサンガの兄弟が誕生する。 一家で幸せに暮らしていたが、仏像の盗掘にやって来た若き冒険家エイダン・マクロリーによって父トラを殺され、活発なクマルはエイダンに連れていかれて一家は離散し幸せな日々は一変してしまう。エイダンは村でトラ退治の英雄として迎えられる。だが、村長の密告によってエイダンは逮捕され、クマルはサーカスに売られ、サラディンという火吹き男を始めとする団員たちから虐待同然の扱いを受け続けたことで本来の野生の獰猛さを失い従順なトラになってしまう。エイダンはフランスから派遣された行政総督の計らいで釈放されたが、総督は都知事から観光道路の建設の許可を得るため知事の機嫌と取ろうと狩猟会を行おうとしており、エイダンにトラの捕獲を依頼する。おとなしいサンガは、母トラと共に捕らえられてしまい、母トラが知事の狩りにより左耳を負傷し、自身は総督の幼き息子ラウールの友として可愛がられる。しかし、彼の飼い犬を殺めてしまったことをきっかけにラウールと引き離され、知事の元へと送られてダイヤの首輪を付けられ、殺し合いのための闘虎に変えられる。
時が経ち、成長したトラの兄弟は、運命の皮肉により闘わなければ、殺さなくてはならない敵として再会する。クマルと再会するエイダンだが、クマルが果し合いには程遠いトラになっている姿を見てクマルを引き渡すようにサーカス団に詰め寄るが、今まで動物を殺すことを商売としてきたことを指摘された挙句返り討ちにされてしまう。戦っているうちに兄弟は互いを思い出し、仲良く遊びながら本来の絆を取り戻して観客も和やかになるが、これを良く思わない一部の人間たちは2匹を戦わせようと嗾ける。当然従わない兄弟だが、ザラディンは愚かにもクマルに手を出したことでサンガの怒りを買ってしまう。これまで兄が虐待されてきたことを瞬時に察して怒り狂ったサンガの牙がザラディンに襲いかかり、一変して会場は恐怖と混乱に支配される。檻越しに右腕を噛みつかれ逃れようとするザラディンだが、野生の、しかも殺し合いのために調教された闘虎である上に両親とクマル、ラウール以外の存在は全て敵と見なしているサンガには太刀打ち出来ず、サンガもザラディンを完全に殺すまで止まらない勢いで一切容赦せずに檻の中へ引きずりこもうとする。クマルもサンガが射殺されそうになるのを阻止するが、その時檻が開かれたままになってしまい、人間たちも逃げ惑っていたために兄弟の逃亡を許してしまう。サンガはこれを外へ出る好機と見て人間たちを威嚇しながら脱出するが、クマルはこれまでの習慣からサーカスの檻の中に戻ってしまった。しかし、早く出てこいと何度も呼びかけるサンガにようやくクマルは本来の自分を取り戻し、兄弟は故郷を目指すのだった。
このまま2匹がジャングルに戻ればよかったのだが、兄弟は今までの意趣返しとばかりに人間の住処へ出没し、家を破壊し、食料を食い尽くすなどの行為を繰り返して住民を恐怖に陥れる。事態を重く見た総督は息子ラウールの反対を押し切り、エイダンにトラの始末を依頼。エイダンも殺生から遠ざかっていたことに加えてクマルたちにしてきた行ないに対しての罪悪感から躊躇するが、消すことが出来ないほどトラに対して恨みと拒否感を抱く村長の娘を筆頭に周りから「トラは殺すべき生き物」「もう始末するしかない」と言われて渋々引き受ける。ラウールは最後まで反対するが、「君はあの2匹が好きだから都合の良いことを言っているだけ」「トラの兄弟は全く人間を恐れていない上に狩りを教わる術が無いから人間を襲うしかなくなる」と返されてしまい、何も言えなかった。
兄弟はようやく懐かしい故郷へ辿り着くが、そこへエイダンたち狩猟隊はジャングルに火を放ち、トラたちを追い詰める。絶体絶命と思われたが、クマルはサーカスで教わった火の輪潜りを思い出し、躊躇するサンガを勇気付け、火の壁を突破する。結局トラを取り逃がしてしまった総督はトラを仕留めたと知事に虚偽の報告をしながら観光道路の計画を断念する。ジャングルに人間が入らなくなり、兄弟が狙われる心配は無くなったのだった。
一方、ラウールはサンガと再会していた。立派な大虎となったサンガを見て喜びながら、ラウールはサンガにこれからはジャングルで暮らしていくよう呼びかけ、サンガの首輪を外した。サンガもラウールを忘れておらず、親友として頷くように穏やかな目を向けた。エイダンもクマルと再会して今までのクマルたちにしてきた仕打ちを謝りながら別れを告げた。そこへ、仲間と思われるトラの呼ぶ声が聞こえて兄弟は森の中へ帰っていき、ラウールは兄弟に狩りを教えてくれるトラであること、トラは猛獣だが生きる権利はあるのだと、希望を抱くのだった。
クマルとサンガは自分たちを呼んでいたトラと共に幼い頃に過ごした水辺へ向かった。自分を守るように見ている兄弟たちを、左耳に穴が空いたトラは穏やかに見守るのだった。

## キャスト
| 役名                   | 俳優                           | 日本語吹替                                                                             | 日本語吹替                                                   |
| 役名                   | 俳優                           | ソフト版                                                                               | フジテレビ版                                                 |
| ---------------------- | ------------------------------ | -------------------------------------------------------------------------------------- | ------------------------------------------------------------ |
| エイダン・マクロリー   | ガイ・ピアース                 | てらそままさき                                                                         | 小山力也                                                     |
| ラウール・ノルマンダン | フレディ・ハイモア             | 海鋒拓也                                                                               | 海鋒拓也                                                     |
| ユージン・ノルマンダン | ジャン＝クロード・ドレフュス   | 坂部文昭                                                                               | 玄田哲章                                                     |
| マチルド・ノルマンダン | フィリピーヌ・ルロワ＝ボリュー | 山像かおり                                                                             | 山像かおり                                                   |
| 殿下                   | オアン・ニュエン               | おかやまはじめ                                                                         | 江原正士                                                     |
| ナイ＝レア             | マイ・アン・レー               | 八十川真由野                                                                           | 本田貴子                                                     |
| サラディン             | ムーサ・マースクリ             | 斎藤志郎                                                                               | 青山穣                                                       |
| ゼルビーノ             | ヴァンサン・スカリート         | 清水明彦                                                                               | 咲野俊介                                                     |
| クマル                 |                                |                                                                                        |                                                              |
| サンガ                 |                                |                                                                                        |                                                              |
| 母トラ                 |                                |                                                                                        |                                                              |
| 父トラ                 |                                |                                                                                        |                                                              |
| その他                 | -                              | 三鴨絵里子 田原アルノ 原千果子 宮寺智子 樫井笙人 内埜則之 永田博丈 山田敦彦 安奈ゆかり | 雨蘭咲木子 小室正幸 益富信孝 佐藤淳 滝知史 秋元紀子 水落幸子 |

- フジテレビ版：初回放送2005年7月16日 『プレミアムステージ』

## スタッフ
- 監督・共同脚本・製作・原作: ジャン＝ジャック・アノー
- 製作: ジェイク・エバーツ
- 脚本: アラン・ゴダール
- 音楽: スティーヴン・ウォーベック
- 撮影監督: ジャン＝マリー・ドルージュ
- 編集: ノエル・ボワッソン

### 日本語版制作スタッフ

#### ソフト版
- 演出：壺井正
- 翻訳：高間俊子
- 調整：堀内戦治／藤樫衛
- 制作：グロービジョン

#### フジテレビ版
- 演出：壺井正
- 翻訳：高間俊子
- 調整：飯塚秀保
- 制作：グロービジョン
- プロデューサー：中島良明／遠藤恵

## 日本・ホーム・メディア
- VHS/DVD： 2005年2月2日 [1]
- DVD・スタンダード・エディション：2005年2月25日 （1枚組）
- DVD・コレクターズ・エディション：2005年2月25日 （2枚組）